# Alexander Baumann
Alexander Baumann (Heilbronn, 15 de maio de 1875 — Stuttgart, 23 de março de 1928) foi um construtor de aviões alemão.
Baumann foi o primeiro professor de engenharia aeronáutica da Alemanha, na Universidade de Stuttgart, em 1911. Construiu durante a Primeira Guerra Mundial grandes aviões (Riesenflugzeug), e na segunda metade da década de 1920 trabalhou no Japão como construtor da Mitsubishi.